# Moulsoe
Moulsoe – wieś i civil parish w Anglii, w hrabstwie ceremonialnym Buckinghamshire, w dystrykcie (unitary authority) Milton Keynes. Leży 29.3 km od miasta Aylesbury i 73.8 km od Londynu. W 2011 roku civil parish liczyła 318 mieszkańców. Moulsoe jest wspomniana w Domesday Book (1086) jako Moleshou.